# Glaucidium siju
Glaucidium siju là một loài chim trong họ Strigidae.